# جون ألكوك
كابتن السير جون ويليام ألكوك (بالإنجليزية: John Alcock)‏ (مواليد 05 نوفمبر 1892 - الوفاة 18 ديسمبر 1919)، كان كابتن في سلاح الجو الملكي، قام مع زميلة الملاح الملازم آرثر براون يتون، بقيادة أول رحلة دون توقف عبر المحيط الأطلسي من سانت جونز، نيوفاوندلاند إلى كليفدين، كونيمارا، أيرلندا. وقد قتل في حادث طيران في فرنسا في عام 1919. حصل على رتبة الإمبراطورية البريطانية.

## روابط خارجية
- جون ألكوك على موقع الموسوعة البريطانية (الإنجليزية)